# Sam Treiman
Sam Bard Treiman (Chicago, 27 de maio de 1925 — Nova Iorque, 30 de novembro de 1999) foi um físico estadunidense.
Realizou pesquisas fundamentais nos campos de raios cósmicos, mecânica quântica, plasma e gravidade. Contribuiu para o entendimento da interação fraca, sendo ele e seus estudantes creditados com o desenvolvimento do modelo padrão da física de partículas. Foi professor de física da Universidade de Princeton, membro da Academia Nacional de Ciências dos Estados Unidos e do grupo JASON. Foi aluno de Enrico Fermi e John Alexander Simpson.

## Publicações
- Sam Treiman's publication records in SPIRES
- Treiman, Sam B. (1999). The Odd Quantum. Princeton, NJ: Princeton University Press. ISBN 0-691-00926-0
- Photonics: Managing Competitiveness in the Information Era, Commission on Physical Sciences, Mathematics and Applications, Vice Chairman S. Treiman, Board on Physics and Astronomy, National Academy of Sciences (1988)

## Maiores avanços científicos
- 1957 (com John David Jackson e Henry Wyld) - definitive theory of allowed beta decays, taking into account time and parity violations
- 1958 (com Marvin Goldberger) dispersion relations analysis of pion and nucleon beta decay, culminating in the Goldberger-Treiman relationship for the charged pion decay amplitude. This work eventually led to the hypothesis of the partially conserved axial vector current, known as PCAC and to a deeper understanding of spontaneously broken chiral symmetry of the strong interaction.
- 1962 (com Chen Ning Yang) Treiman-Yang angle test for single pion exchange dominance
- 1966 (com Curtis Callan) derivation of the Callan–Treiman relations for K meson decay.
- 1971 (com David Gross) scaling in vector gluon exchange theories, coining the term twist for the difference between the dimension and spin of an operator.
- 1972 (com Abraham Pais) deriving the implications of weak neutral currents for inclusive neutrino reactions.

## Publicações sobre Sam Treiman
- Abraham Pais, The Genius of Science: a Portrait Gallery of Twentieth Century Physicists,  Oxford University Press (2000)
- Paul Hartman, A Memoir to the Physical Review, A History of the First One Hundred Years, American Institute of Physics (1994) ISBN 1-56396-282-9
- "Sam Bard Treiman" A biographical memoir for the American Physical Society by Val Fitch (2002).
- "Sam Bard Treiman" A biographical memoir for the National Academy of Sciences por Steve Adler (2001).